# Ondřej Čelůstka
Ondřej Čelůstka (Zlín, Checoslovaquia, 18 de junio de 1989) es un exfutbolista checo que jugaba de defensa.

## Selección nacional
Fue internacional con la selección de fútbol de la República Checa, con la que marcó tres goles en los 33 partidos que jugó. También lo fue en las categorías sub-19, sub-20 y sub-21.

## Clubes
| Club                         | País            | Año       |
| ---------------------------- | --------------- | --------- |
| F. C. Tescoma Zlín           | República Checa | 2007-2009 |
| S. K. Slavia Praga           | República Checa | 2009-2011 |
| U. S. Palermo (cedido)       | Italia          | 2010      |
| Trabzonspor                  | Turquía         | 2011-2014 |
| Sunderland A. F. C. (cedido) | Inglaterra      | 2013-2014 |
| 1. F. C. Núremberg           | Alemania        | 2014-2015 |
| Antalyaspor                  | Turquía         | 2015-2020 |
| A. C. Sparta Praga           | República Checa | 2020-2023 |
| Bodrum F. K.                 | Turquía         | 2023-2025 |

## Palmarés

### Títulos nacionales
| Título                               | Club               | País            | Año  |
| ------------------------------------ | ------------------ | --------------- | ---- |
| Liga de Fútbol de la República Checa | A. C. Sparta Praga | República Checa | 2023 |